# سانت جان انتيد
سانت جان انتيد (بالفرنسية: Jeanne-Antide Thouret)‏ (و. 1765 – 1826 م) هي متدينة، ومُدرسة فرنسية، توفيت في نابولي، عن عمر يناهز 61 عاماً.